# Inger Berggren
Inger Berggren (Estocolmo, 23 de febrero de 1934-Estocolmo, 19 de julio de 2019) fue una cantante y actriz sueca.
Comenzó su carrera cantando en la orquesta de Thore Swanerud, luego cantó con Thore Ehrling, Simon Brehm, y Göte Wilhelmsson. Sus mayores éxitos han sido Sol och vår y Elisabeth serenade, ambas canciones de 1962.
Berggren representó a Suecia en el Festival de la Canción de Eurovisión 1962 con la canción Sol och vår (Sol y primavera) que tuvo lugar en Luxemburgo donde consiguió la séptima plaza.

## Filmografía
- 1973 - Anderssonskans Kalle i busform
- 1984 - Sömnen